# سارا پین
سارا پین (انگلیسی: Sarah C. M. Paine؛ زادهٔ ۱۹۵۷ (۶۷–۶۸ سال)) اهل ایالات متحده آمریکا است. وی از سال ۱۹۹۶ میلادی تاکنون مشغول فعالیت بوده است.
یک مورخ آمریکایی است که استاد تاریخ و استراتژی بزرگ دانشگاه ویلیام اس سیمز در کالج جنگی نیروی دریایی در نیوپورت (رود آیلند) است. او چندین کتاب در زمینه سیاست وزارت نیروی دریایی ایالات متحده آمریکا و امور مرتبط (فرمانده عملیات نیروی دریایی آمریکا) و موضوعات مورد علاقه نیروی دریایی ایالات متحده آمریکا یا وزارت دفاع ایالات متحده آمریکا نوشته و تدوین کرده است. سایر آثار او به تاریخ سیاسی و تاریخ نظامی شرق آسیا، به ویژه تاریخ جمهوری چین در دوران مدرن مربوط می‌شود.